# Stefania Masala
Stefania Masala (Sassari, 9 maggio 1979) è un'attrice e musicista italiana.

## Biografia
Si è diplomata in chitarra classica presso il Conservatorio di Musica "L. Canepa" per poi perfezionarsi sotto la guida del Maestro Stefano Grondona. Dal 1996 ha svolto intensa attività da concertista, sia da solista (Primo premio al concorso "Franchini") che in formazioni da camera come il "Guitar Ensemble" (Primo premio al concorso di musica "Città di Voghera") e il "Duo Novecento" con il pianista Giacomo Saccu. Nel 2002 è la chitarrista solista in "Concerto per Roma", accanto al Maestro Uto Ughi e ad Anna Proclemer e nel 2005 in "Cinquecento, secolo carnale", quinta puntata de "La storia del teatro in Italia raccontata da Giorgio Albertazzi e Dario Fo".
Dopo essersi diplomata in Arte Drammatica presso la scuola romana "TeatroAzione", diretta da Cristiano Censi e Isabella Del Bianco, debutta nel teatro professionale con lo spettacolo "Looking for Orpheo" e, nello stesso anno, "Amleto e altre storie" per la regia di Daniele Salvo. Negli anni immediatamente successivi diviene la Prima Attrice di Giorgio Albertazzi, interpretando importanti ruoli del teatro classico come "Porzia" nel "Mercante di Venezia" diretto da Giancarlo Marinelli e "Plotina" nelle "Memorie di Adriano", per la regia di Maurizio Scaparro. Tra gli spettacoli teatrali si ricorda la sua interpretazione in "Lezioni Americane", regia di Orlando Forioso, in più occasioni trasmesso da Rai 5, per cui Stefania Masala fu unanimemente definita dalla critica "Magistrale". Con oltre 20 ruoli interpretati accanto a Giorgio Albertazzi è anche l'ultima attrice ad aver calcato il palcoscenico insieme a lui.
Nel 2021 ha debuttato a Londra con lo spettacolo da lei scritto e interpretato "Viaggio in Sardegna", per la regia di Patrick Rossi Gastaldi, musiche di Cristiano Porqueddu. Il testo dello spettacolo è stato pubblicato, unitamente alle musiche originali e alla traduzione a fronte in inglese dalla casa editrice canadese "Les Productions d'Oz" nel mese di ottobre 2021. La registrazione integrale del monologo è parte integrante del cofanetto di 4 CD intitolato Portrait of Sardinia che include tutte le opere scritte da alcuni dei maggiori autori del panorama internazionale contemporaneo. Il cofanetto è distribuito, dalla casa discografica olandese “Brilliant Classics” in 40 paesi in formato fisico e digitale attraverso tutte le piattaforme streaming esistenti. 
Per la televisione, oltre ai già citati "Storia del teatro in Italia" e "Lezioni americane", si ricorda la sua partecipazione nel docufilm "Giorgio Albertazzi, vita morte e miracoli", trasmesso da Rai 5 tra agosto e settembre 2016, nel quale l'attrice racconta l'Albertazzi privato e collega.
Stefania Masala è laureata in Musicologia presso la Facoltà di Lettere e Filosofia di Bologna con una tesi dal titolo "Tra letteratura e musica: tre opere di Luciano Chailly su libretto di Dino Buzzati". Nel 2000 ha vinto il Primo Premio al concorso "Dessì" di Sassari per il racconto "Storia di uno scrittore".

## Spettacoli teatrali
- Viaggio in Sardegna, regia di Patrick Rossi Gastaldi
- Kabaret, regia di Lucia Amato
- L'uomo dal fiore in bocca e altri strani casi, regia di Patrick Rossi Gastaldi
- Li Turchi so' calati a la Marina, regia di Lucia Amato
- Nduné, la portatrice di limoni, di Christian Merli
- Aulularia, l'Avaro, di Plauto, con Edoardo Siravo
- Memorie di Adriano, di Marguerite Yourcenar, regia di Maurizio Scaparro, ruolo di Plotina
- Il Mercante di Venezia, di William Shakespeare, con G. Albertazzi e F. Castellano, regia di Giancarlo Marinelli, ruolo di Porzia (protagonista femminile)
- Lezioni Americane, di Italo Calvino, con Giorgio Albertazzi, regia di Orlando Forioso (protagonista femminile)
- Puccini e lo sprechgesang, di e con Giorgio Albertazzi, regia di Giovanni De Feudis, ruolo di Sybil (coprotagonista)
- Lezioni Americane, di Italo Calvino, con Giorgio Albertazzi, regia di Orlando Forioso (protagonista femminile)
- Filosofi alle primarie, di e con Giorgio Albertazzi
- Io ho quel che ho donato, di e con Giorgio Albertazzi
- D'Annunziana, di e con Giorgio Albertazzi
- Il Mio Shakespeare, di e con Giorgio Albertazzi
- Miti ed eroi, di e con Giorgio Albertazzi
- Amleto e altre storie – di e con Giorgio Albertazzi, regia di Daniele Salvo, ruoli di Cleopatra, Regan, Gertrude
- Kroton Lokroi e la barca di Enea – di Giorgio Albertazzi, regia di Andrea di Bari, ruolo di Didone
- Cercando Picasso – di e con Giorgio Albertazzi, regia di Antonio Calenda, ruolo della Cipolla (voce)
- Di canzone in canzone – di e con Amedeo Minghi – Teatro Ghione
- Omaggio a Ennio Flaiano, con Giorgio Albertazzi
- Vite di Bolognesi illustri, con Giorgio Albertazzi
- Suoni e Sonetti, di e con Giorgio Albertazzi
- Il potere, la morte, l’amore, di Cristiano Censi, regia di Cristiano Vaccaro
- Omaggio a Karl Valentin, di e con Stefania Masala
- Di canzone in canzone, di e con Amedeo Minghi
- Aspettando Goldoni, da C.Goldoni, regia di Marco Blanchi
- Looking for Orpheo, di e con Stefania Masala, regia di Roberto Albertazzi
- Omaggio a Dino Buzzati, di e con Stefania Masala
- Signori 5 minuti, di e con Giorgio Albertazzi
- Concerto per Roma, con Giorgio Albertazzi, Anna proclemer, Uto Ughi, regia di Andrea Liberovici
- Cinquecento Secolo Carnale, Rai due Palcoscenico, con GiFontiorgio Albertazzi e Dario Fo
- El duende, di F.G.Lorca, con Giorgio Albertazzi
- Tingeltangel, di Karl Valentin, monologo